# Леополд од Анхалт-Кетена
Леополд од Анхалт-Кетена (Кетен, 29. новембар 1694 — Кетен, 19. новембар 1728) био је кнез Анхалт-Кетена из куће Асканија. Био је мецена и дугогодишњи пријатељ Јохана Себастијана Баха. Бах је био његов капелмајстор од децембра 1717. до априла 1723. Остали су пријатељи све до кнежеве смрти 1728.
Леополд је изгубио оца када је имао само 8 година и тако је постао владар под регентством своје мајке, кнегиње Жизеле Ањезе. Она је била побожна лутеранка. Од 1708. студирао је на Бранденбуршкој академији, а од 1710. путовао је Европом ради стицања широке културе (Лондон, Оксфорд, Рим, Беч). Сусрео се са многим музичарима, набавио бројне партитуре и развио личну страст према музици. По повратку кући, искористио је чињеницу да је 1714. распуштен берлински Пруски краљевски оркестар, и од његових музичара створио дворску капелу. Први капелмајстор је био Августин Рајнхард Штрикер кога је три године доцније наследио Бах. Кнез је био одличан виолиниста и често је музицирао са својим музичарима. Био је кум једном од Бахових синова, Леополду Августу, који је умро у детињству. Бах је написао више композиција у кнежеву част, као и једно дело за његову сахрану (данас изгубљено).

## Породично стабло
|  |                                               |  |  |  |  |  |  |  |  |  |  |  |  |  |  |  |
|  | 2. Emmanuel Lebrecht, Prince of Anhalt-Köthen |  |  |  |  |  |  |  |  |  |  |  |  |  |  |  |
|  |                                               |  |  |  |  |  |  |  |  |  |  |  |  |  |  |  |
|  |                                               |  |  |  |  |  |  |  |  |  |  |  |  |  |  |  |
|  | 1. Леополд од Анхалт-Кетена                   |  |  |  |  |  |  |  |  |  |  |  |  |  |  |  |
|  |                                               |  |  |  |  |  |  |  |  |  |  |  |  |  |  |  |
|  |                                               |  |  |  |  |  |  |  |  |  |  |  |  |  |  |  |
|  | 3. Gisela Agnes of Rath                       |  |  |  |  |  |  |  |  |  |  |  |  |  |  |  |
|  |                                               |  |  |  |  |  |  |  |  |  |  |  |  |  |  |  |
|  |                                               |  |  |  |  |  |  |  |  |  |  |  |  |  |  |  |